# 第二次莫斯科审判

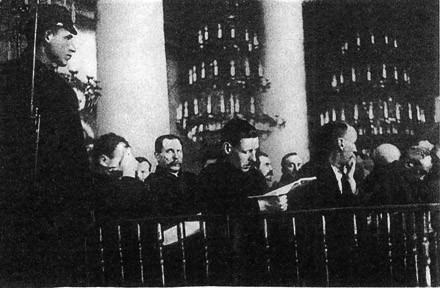
第二次莫斯科审判

托洛茨基反苏平行中心审判（俄语：процесс «Параллельного антисоветского троцкистского центра»），又称第二次莫斯科审判（Второй московский процесс），指的是1937年1月对十七名布尔什维克、老布尔什维克的前苏联著名政治和其他人物的审判。它是莫斯科审判的第二场。
此次审判于1月23日开庭审理，与第一次莫斯科审判类似，都是采用公开审判的方式。受审的共有17人，包括：
- 格奥尔基·列昂尼多维奇·皮达可夫
- 格里戈里·雅科夫列维奇·索科利尼科夫
- 卡尔·拉狄克
- 列昂尼德·彼得洛维奇·谢列布里亚科夫
- 雅科夫·阿布拉莫维奇·利夫希茨（俄语：Лившиц, Яков Абрамович）
- 尼古拉·伊万诺维奇·穆拉洛夫
- 雅科夫·瑙莫维奇·德罗布尼斯（俄语：Дробнис, Яков Наумович）
- 米哈伊尔·所罗门诺维奇·博古斯拉夫斯基（俄语：Богуславский, Михаил Соломонович）
- 伊万·亚历山德罗维奇·克尼亚泽夫（俄语：Князев, Иван Александрович (железнодорожник)）
- 斯坦尼斯拉夫·安东诺维奇·拉泰恰克（俄语：Ратайчак, Станислав Антонович）
- 鲍里斯·奥西波维奇·诺尔金（俄语：Норкин, Борис Осипович）
- 阿列克谢·亚历山德罗维奇·舍斯托夫（俄语：Шестов, Алексей Александрович）
- 米哈伊尔·斯捷潘诺维奇·斯特龙洛夫（俄语：Строилов, Михаил Степанович）
- 约瑟夫·德米特里耶维奇·图罗克（俄语：Турок, Иосиф Дмитриевич）
- 伊万·约瑟福维奇·格拉舍（俄语：Граше, Иван Иосифович）
- 加夫里尔·叶夫列莫维奇·普申（俄语：Пушин, Гавриил Ефремович）
- 瓦连京·沃尔弗里多维奇·阿诺尔德（俄语：Арнольд, Валентин Вольфридович）

他们被控告与德国、日本相勾结，阴谋颠覆苏联。所有人都主动承认了罪行。1月30日，法庭宣布最终判决，除了瓦连京·阿诺尔德、卡尔·拉狄克、格里戈里·索科利尼科夫、米哈伊尔·斯特龙洛夫四人被投入古拉格进行劳动改造以外，其余十三人都被判处死刑，于2月1日被枪决。